# U.M.A レイク・プラシッド
『U.M.A レイク・プラシッド』（Lake Placid）は、1999年に公開されたアメリカ映画。

## 概要
『13日の金曜日』シリーズのPART1のプロデュース、PART2・PART3の監督で知られるスティーヴ・マイナーが監督したアニマル・パニック映画。邦題はUMAとされているが、実際に登場するのは巨大ワニであり、未確認生物ではない。
劇中で登場するワニはスタン・ウィンストンが製作し、CGとアニマトロニクスを駆使して撮影されている。また、中盤でクマも登場するが、このクマは本物を使っている。
テレビ映画として制作された続編に『U.M.A レイク・プラシッド2』『U.M.A レイク・プラシッド3』『U.M.A レイク・プラシッド ファイナル』、『アナコンダ vs. 殺人クロコダイル』（「アナコンダ」シリーズとのクロスオーバー作品)、『ジュラシック・クロコダイル 怒りのデス・アイランド』(原題: Lake Placid: Legacy)がある。

## あらすじ
メイン州の湖で、ダイバーが謎の生物によって下半身を食いちぎられる事件が起こった。遺体には、爬虫類のそれに酷似した巨大な歯が付着していた。
調査のためニューヨークからやってきた女性研究者ケリーは、密猟監視員のジャックと地元の保安官ハンク、ワニ好きの大富豪ヘクターらと共に生物の捕獲作戦を行うが、やがて体長10m級の巨大なワニが姿を現した…。

## キャスト
※括弧内は日本語吹替
- ケリー・スコット - ブリジット・フォンダ（井上喜久子）
- ジャック・ウェルズ - ビル・プルマン（森田順平）
- ヘクター・サイア - オリヴァー・プラット（辻親八）
- ハンク・キーオ保安官 - ブレンダン・グリーソン（宝亀克寿）
- ビッカーマン夫人 - ベティ・ホワイト（沢田敏子）
- ウォルト・ローソン - デヴィッド・ルイス（田中正彦）
- ケヴィン - アダム・アーキン（クレジットなし）（牛山茂）
- シャロン保安官助手 - メレディス・サレンジャー

## スタッフ
- 監督・脚本：スティーヴ・マイナー/デビッド・E・ケリー
- 製作：マイケル・プレスマン/デビッド・E・ケリー
- 製作総指揮：ピーター・ボガート
- 音楽：ジョン・オットマン
- 撮影：ダリン・オカダ
- 編集：ポール・ハーシュ
- クリーチャーエフェクト：スタン・ウィンストン
- 字幕翻訳：菊地浩司
- 吹替翻訳：植田尚
- 日本語版演出：高橋剛